# گلن ای. لارسن
گلن ای. لارسن (انگلیسی: Glen A. Larson؛ ۳ ژانویهٔ ۱۹۳۷ – ۱۴ نوامبر ۲۰۱۴) فیلم‌نامه‌نویس و تهیه‌کننده اهل ایالات متحده آمریکا بود.
از فیلم‌ها یا مجموعه‌های تلویزیونی که وی در آن‌ها نقش داشته است می‌توان به تله‌فیلم نایت رایدر، سوئیچ و بتل‌استار گالکتیکا اشاره نمود.
وی یکی از برندگانِ جایزه ادگار بود.